# Jean-Louis Crémieux-Brilhac

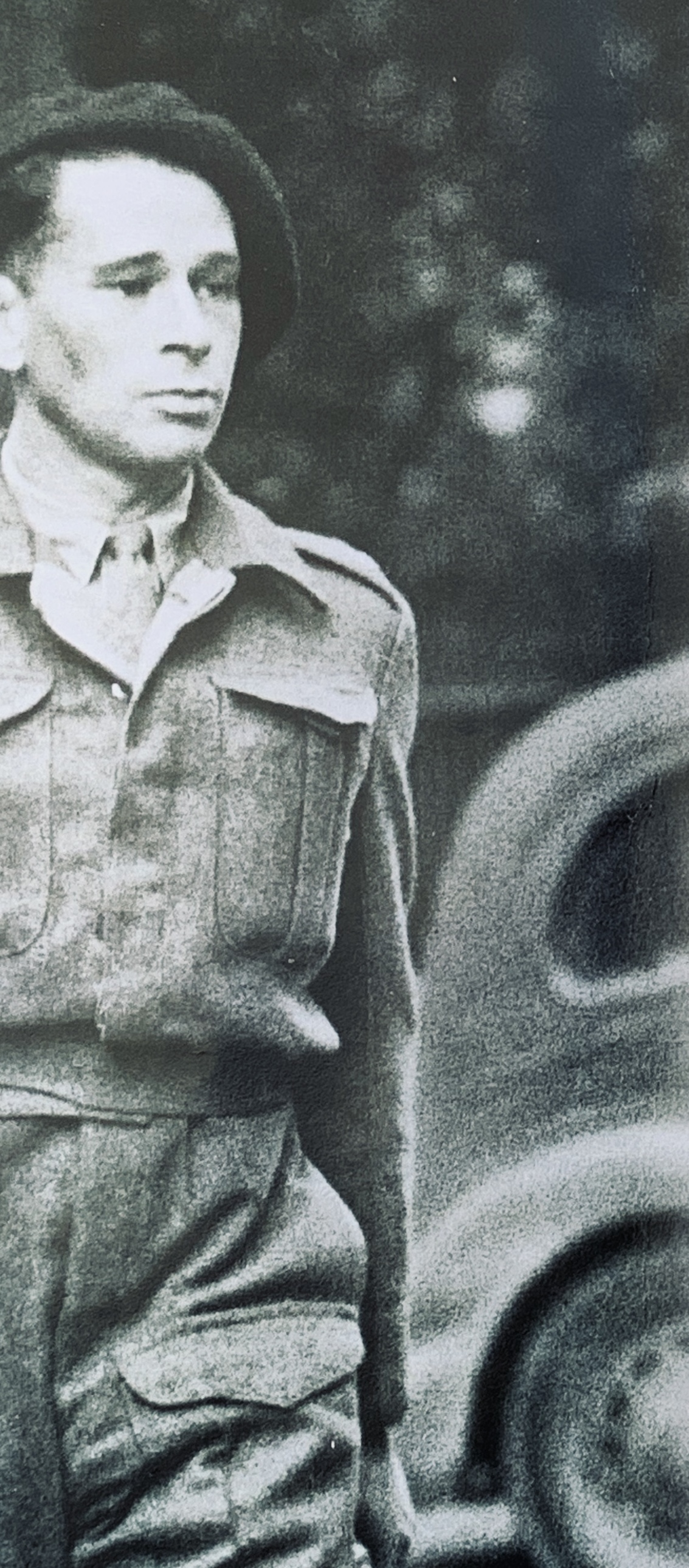
Jean-Louis Crémieux-Brilhac (1941)

Jean-Louis Crémieux, genannt Crémieux-Brilhac, (* 22. Januar 1917 in Colombes, Frankreich; † 8. April 2015 in Paris) war Angehöriger der französischen Widerstandsbewegung und hat sich später als Historiker mit dem Zweiten Weltkrieg beschäftigt. Er war zeitweise ein hoher Amtsträger der französischen Republik.

## Leben

### Herkunft und Bildung
Crémieux entstammte einer jüdischen Familie, die seit fünf Jahrhunderten in Südfrankreich ansässig war. Er wuchs in Paris auf und wurde dort schon sehr früh politisiert; durch seinen Onkel, den Literaturkritiker Benjamin Crémieux (1888–1944), lernte er noch als Schüler André Malraux und Stefan Zweig kennen. Von 1924 bis 1933 besuchte er das Lycée Condorcet, anschließend begann er sein Studium der Literaturwissenschaft und Geschichte an der Sorbonne. Seit 1931 verbrachte er einen Teil seiner Ferien in Deutschland, wo er den Aufstieg des Nationalsozialismus miterlebte. In den Jahren von 1935 bis 1938 war er das jüngste Mitglied des Comité de vigilance des intellectuels antifascistes (dt. sinngemäß: ‚Wachsamkeitsausschuss der antifaschistischen Intellektuellen‘).

### Von der Gefangenschaft bis zum Freien Frankreich
Nachdem Crémieux im September 1939 eingezogen worden war, nahm er zunächst an einem Lehrgang an der Militärschule Saint-Cyr teil. Er wurde dann dem westlichen Ende der Maginot-Linie zugeteilt. Am 11. Juni wurde er an der Marne gefangen genommen und nach Deutschland transportiert. Es gelang ihm jedoch, am 4. Januar 1941 aus dem Kriegsgefangenenlager Stalag II B in Pommern zu fliehen. Er erreichte die Sowjetunion, wo man ihn festnahm und internierte – wie viele andere Franzosen, die versuchten, zu Charles de Gaulle nach London zu gelangen. Der deutsche Angriff auf die Sowjetunion im Juni 1941 änderte jedoch die Lage: Das Freie Frankreich wurde nun zum Verbündeten der UdSSR und gemeinsam mit 185 anderen Franzosen kam er nach Großbritannien, wo er sich im September 1941 unter dem Pseudonym Brilhac den Streitkräften des Freien Frankreich anschloss.
Im Jahr 1942 wurde er in London dem Innenressort zugewiesen (Commissariat National à l’Intérieur). Crémieux-Brilhac wurde Sekretär des Propaganda-Ausschusses (Comité Exécutif de Propagande) und war vom Frühjahr des Jahres bis August 1944 Leiter des Dienstes, der die Untergrundbewegung des Freien Frankreich mit Informationen versorgte. In dieser Funktion sprach er mehrmals für Radio Londres, den französischen Hörfunksender der BBC. Crémieux-Brilhac war auch an der Vorbereitung der Beiträge beteiligt, die in das besetzte Europa gesendet wurden.

### Teilnahme am öffentlichen Leben in den Jahrzehnten nach dem Krieg
Im Jahr 1945 wirkte Crémieux-Brilhac an der Gründung der Documentation Française, der offiziellen französischen Dokumentationszentrale, deren Leiter er später wurde, mit. Der Informationsdienst, den er in London aufgebaut hatte, wurde in diese Behörde integriert. Er blieb in dieser Zeit de Gaulle verbunden, unterstützte jedoch in den fünfziger Jahren den Politiker und kurzzeitigen Ministerpräsidenten Pierre Mendès France.
Cremieux-Brilhac engagierte sich außerdem in der Bildungspolitik und setzte sich für die Förderung der Naturwissenschaften in Frankreich ein. Er wurde zum Conseiller d’État ernannt und übte dieses Amt von 1982 bis 1986 aus. Daneben gehörte er zum Kreis der Korrespondenten der Académie des Sciences Morales et Politiques.

### Historiker und Zeitzeuge
Im Ruhestand begann Crémieux-Brilhac, sich als Historiker des Zweiten Weltkrieges zu betätigen. Er beschäftigte sich mit den Aspekten, die er aus seinem eigenen Erleben heraus sehr gut kannte.
In seinem Werk Les Français de l’an Quarante (dt. sinngemäß: ‚Die Franzosen des Jahres 1940‘) relativierte er die Vorstellung eines demoralisierten Frankreich, das auf den Krieg schlecht vorbereitet war und diesen praktisch schon von vornherein verloren hätte. Crémieux-Brilhac untersuchte die Einstellung verschiedener Bevölkerungsgruppen im Vorfeld des deutschen Angriffes – während des sogenannten Sitzkrieges – und vertrat den Standpunkt, dass die enormen Anstrengungen der französischen Gesellschaft zur Vorbereitung des Krieges durchaus positive Wirkung zeigten, der Einmarsch der deutschen Truppen aber quasi zu früh erfolgt sei.
In La France libre legte Crémieux-Brilhac die erste und bisher einzige wissenschaftliche Gesamtdarstellung zum Kampf des Freien Frankreich vor. Zwar lässt das Buch seine ungebrochene Sympathie und Bewunderung für de Gaulle und seine Mitstreiter deutlich erkennen, er zögerte jedoch auch nicht, Legenden zu korrigieren, wenn dies angebracht erschien. So zeigte er beispielsweise, dass der Beginn von de Gaulles „Appell des 18. Juni“ durch das Foreign Office zensiert worden war und dass der „Appell des 19. Juni“ niemals ausgestrahlt wurde, oder dass die 1944 gehegten Befürchtungen übertrieben waren, nach denen die Amerikaner Frankreich einer Militärverwaltung unterstellen würden (Allied Military Government of Occupied Territories – AMGOT). Er unterstrich die Bedeutung des Wiederaufbaus staatlicher Strukturen und die Neuschaffung republikanischer Legitimität, die durch das Comité de la Libération Nationale geleistet wurden. Ebenso wies er auf die hohe Bedeutung einzelner teilweise bisher nicht genügend gewürdigter Persönlichkeiten hin, wie z. B. den General Georges Catroux.
Zu seinen weiteren Veröffentlichungen zählt u. a. eine Dokumentation zu den während des Krieges auf Französisch ausgestrahlten Sendungen auf Radio Londres und auch der Erlebnisbericht über die Odyssee, die ihn aus den deutschen Kriegsgefangenenlagern über die Internierung in der UdSSR dann schließlich nach London führte.

## Auszeichnungen
- Großkreuz der Ehrenlegion 2014[8] – die ranghöchste Auszeichnung Frankreichs
- Croix de guerre 1939–1945
- Médaille de la Résistance
- Officier des Arts et Lettres
- Médaille de la France libre
- Commander of the Order of the British Empire

## Werke
- Retour par l’URSS. Calmann-Lévy, Paris 1945.
- Ici Londres. Les Voix de la liberté. La Documentation française, Paris 1975–1977 (5 Bände).
- Les Français de l’an 40. Gallimard, Paris 1990 (2 Bände).
- La France Libre. De l’appel du 18 juin à la Libération. Gallimard, Paris 1996.
- Prisonniers de la liberté: l’odyssée des 218 évadés par l’URSS. Gallimard, Paris 2004.
- Michael R. D. Foot: Des Anglais dans la Résistance: le service secret britannique d’action (SOE) en France. Vorwort und Anmerkungen der französischen Ausgabe von Jean-Louis Crémieux-Brilhac. Tallandier, Paris 2008.
- Georges Boris, Trente ans d’influence. Gallimard, Paris 2010.
- L’appel du 18 juin. Calmann-Lévy, Paris 1963, 1970; Armand Colin, Paris 2010.
- Des Anglais dans la Résistance, une guerre irrégulière. Dokumentarfilm von Jean-Louis Crémieux-Brilhac und Laurène L’Allinec, 60 min., 2012; Erstausstrahlung: France 5, 16. Dezember 2012.

## Übersetzungen
- Richard Wagner: Beethoven. Gallimard, Paris 1970.
- John Kenneth Galbraith: L’ère des libéraux, Le nouvel Etat industriel. Gallimard, Paris.
- Peter Gay: Le Siècle des Lumières. Time-Life, Amsterdam 1972.